# Ctenus fallax
Ctenus fallax este o specie de păianjeni din genul Ctenus, familia Ctenidae, descrisă de Steyn și Van der Donckt în anul 2003.
Este endemică în Ivory Coast. Conform Catalogue of Life specia Ctenus fallax nu are subspecii cunoscute.